# Wolfgang Hildesheimer
Wolfgang Hildesheimer (geboren am 9. Dezember 1916 in Hamburg; gestorben am 21. August 1991 in Poschiavo, Schweiz) war ein deutscher Schriftsteller und Maler.

## Leben
Wolfgang Hildesheimer wurde als Sohn jüdischer Eltern in Hamburg geboren. Sein Vater Arnold arbeitete ab 1919 bei der Margarinefabrik Van den Bergh bei Kleve, zog 1921 nach Nimwegen um und 1923 nach Mannheim, wo ein Zweigwerk stand. Er und die Mutter Hanna waren gut bekannt mit zahlreichen jüdischen Intellektuellen, pflegten ein stark musisch geprägtes Leben und gehörten zu den Zionisten. Der orthodoxe Rabbi Esriel Hildesheimer war sein Urgroßvater. Nach seiner Auswanderung nach Palästina gründete Arnold Hildesheimer 1933 eine Chemiefabrik.
Hildesheimer besuchte in Nimwegen einen niederländischen Kindergarten und sprach die Landessprache. Ab 1926 besuchte Hildesheimer das humanistische Gymnasium in Mannheim, mit dem er nicht zurechtkam, zwischen 1930 und 1933 die Odenwaldschule in Ober-Hambach. Danach wechselte er zur Frensham Heights School in Farnham, England. Ab 1934 machte er eine Tischlerlehre in Palästina, wohin seine Eltern emigriert waren. Ab 1937 studierte er Malerei und Bühnenbildnerei in London. 1939 ging er über die Schweiz und Italien zurück nach Palästina. Nach Kriegsende kehrte er gegen den Rat seiner Eltern nach Deutschland zurück. 1946 begann er eine Tätigkeit als Simultandolmetscher und Gerichtsschreiber bei den Nürnberger Prozessen. Danach arbeitete er als Schriftsteller und war Mitglied der Gruppe 47. Er lebte in Ambach am Starnberger See und ab 1953 in München. Seit 1957 lebte Hildesheimer in der Schweiz und in Italien.
Für Aufsehen sorgte eine Rede, die Hildesheimer 1960 anlässlich der Internationalen Theaterwoche der Studentenbühnen in Erlangen unter dem Titel Über das absurde Theater hielt. 1980 hielt Hildesheimer die Eröffnungsrede der Salzburger Festspiele (Was sagt Musik aus).
Nachdem Hildesheimer in den 1940er Jahren unter anderem ein Gedicht aus Stefan Georges Das Jahr der Seele (1944) und Franz Kafkas Elf Söhne (1946) ins Englische übersetzt hatte, übertrug er ab den 1950er Jahren vor allem englischsprachige Literatur ins Deutsche. Er übersetzte unter anderem Nightwood von Djuna Barnes, einen Teil aus Finnegans Wake von James Joyce (Anna Livia Plurabelle, kommentierter Textbeginn 1966, ganzes Kapitel 1970) und ein Prosastück von Samuel Beckett (Wie die Geschichte erzählt wurde, 1973), außerdem zwei Theaterstücke von George Bernard Shaw (Die heilige Johanna, 1966, und Helden, 1970), wie er überhaupt auch als Dramatiker hauptsächlich englische Stücke übersetzte: zweimal Richard Brinsley Sheridan (Die Lästerschule, 1960, und Rivalen, 1961) und einmal William Congreve (Der Lauf der Welt, 1982); daneben auch ein Stück von Carlo Goldoni (Die Schwiegerväter, 1961) aus dem Italienischen. Außerdem übersetzte er die Bildunterschriften in Ronald Searles Quo vadis und sechs Bildergeschichten von Ronald Searle (ab 1962).
Seine Erzählungen Lieblose Legenden entstanden zwischen 1950 und 1962 (die erste Sammlung in Buchform erschien 1952 mit Illustrationen von Paul Flora), wurden in zahlreiche Anthologien aufgenommen, im Rundfunk gesendet, in Schulbüchern pädagogisch aufbereitet und auch übersetzt; sie zählen zu den Klassikern der deutschen Nachkriegsliteratur.
Für das Prosabuch Tynset (1965) erhielt er den Büchnerpreis und den Bremer Literaturpreis. Mozart (1977) wurde zum Bestseller und ist das meistübersetzte Werk Hildesheimers. Marbot. Eine Biographie (1981) ist eine fiktive Biografie und wurde von Zeitgenossen nicht unwidersprochen als Markstein der Postmoderne bezeichnet, und die traurig-komische Prosa Mitteilungen an Max (1983) nannte Hildesheimer selbst das Satyrspiel nach den Tragödien. 1982 erhielt Hildesheimer die Ehrenbürgerschaft seines Wohnorts Poschiavo. Angesichts der zu erwartenden Umweltkatastrophen habe er das Schreiben eingestellt, teilte er 1984 mit.
Nachdem er sich in Palästina und bis 1950 auch in Deutschland an einigen Ausstellungen beteiligt, ab 1965 zahlreiche Einzelausstellungen veranstaltet und sich auch wieder an Gemeinschaftsausstellungen beteiligt hatte, kehrte er nach dem Ende des Schreibens zu seinen künstlerischen Anfängen zurück und beschäftigte sich vor allem mit seiner besonderen Art der Collagen; der erste Sammelband erschien 1984: Endlich allein.
Der Schriftsteller Eckhard Henscheid beschreibt in seiner 1998 veröffentlichten Erzählung Poschiavo – Graz einfach eine Fahrt Hildesheimers mit seiner Frau von ihrem Heimatort nach Graz zu einer Lesung beim Steirischen Herbst.
Wolfgang Hildesheimer ist auf dem evangelischen Friedhof in Poschiavo begraben.

## Auszeichnungen und Ehrungen
- Hörspielpreis der Kriegsblinden, 1955 für Prinzessin Turandot[10]
- Mitglied der Deutschen Akademie für Sprache und Dichtung
- Büchnerpreis, 1966
- Bremer Literaturpreis, 1966
- Premio Verinna Lorenzon, 1980.
- Großer Literaturpreis der Bayerischen Akademie der Schönen Künste, 1982
- Ehrenbürger von Poschiavo, 1982
- Großes Bundesverdienstkreuz der Bundesrepublik Deutschland, 1983
- Medaille für Kunst und Wissenschaft der Freien und Hansestadt Hamburg, 1987
- Weilheimer Literaturpreis, 1991

## Werke
- 1952: Lieblose Legenden. Kurzgeschichten. Mit 123 S. bei DVA, Stuttgart 1952, DNB 452013704. Mit 171 S. bei Büchergilde Gutenberg 2016, ISBN 978-3-7632-6904-4.
- 1952: Das Ende kommt nie. Hörspiel (UA: NWDR 17. Juni 1953)
- 1953: Paradies der falschen Vögel. Roman
- 1953: Begegnung im Balkanexpreß. Hörspiel (UA: NWDR 12. Februar 1953)
- 1953: Das Ende einer Welt. Funkoper mit Hans Werner Henze (UA: NWDR 4. Dezember 1953)
- 1954: Prinzessin Turandot. Hörspiel (UA: NWDR 29. Januar 1954)[11]
- 1954: An den Ufern der Plotinitza. Hörspiel (UA: BR 22. Juni 1954)
- 1955: Der Drachenthron. Komödie[12]
- 1955: Das Opfer Helena. Hörspiel
- 1958: Pastorale oder Die Zeit für Kakao. Theaterstück
- 1960: Herrn Walsers Raben. Hörspiel, NDR 1960.[13]
- 1960: Die Eroberung der Prinzessin Turandot. Theaterstück.[14]
- 1961: Die Verspätung. Theaterstück
- 1962: Vergebliche Aufzeichnungen. Programmatische Prosa
- 1963: Nachtstück. Theaterstück
- 1965: Tynset. Lyrische Prosa. 268 S., Suhrkamp 1965, ISBN 3-518-38468-6. (Bremer Literaturpreis 1966)
- 1970: Mary Stuart. Theaterstück
- 1971: Zeiten in Cornwall
- 1973: Masante. Roman
- 1974: Hauskauf. Hörspiel (Produktion: BR, UA: 23.08.1974. Sprecher: Wolfgang Hildesheimer, Regie: Gert Westphal)
- 1977: Mozart. Biographischer Essay. 415 S. Suhrkamp 1977–1994, ISBN 3-518-03204-6. Insel-Verlag 2005, ISBN 3-458-34826-3.
- 1977: Biosphärenklänge. Ein Hörspiel. (Produktion: BR, UA: 22.07.1977. Sprecher: Gert Westphal, Gisela Zoch, Regie: Dieter Hasselblatt) 75 S. Suhrkamp, 1977, ISBN 3-518-01533-8. – Weitere Produktion: ORF Oberösterreich, UA: 4.10.1977. Sprecher: Norbert Kappen, Maria Becker, Regie: Ferry Bauer
- 1981: Marbot. Eine Biographie. Roman 326 S. Suhrkamp 1981–1996, ISBN 3-518-03205-4. Verlag Süddeutsche, 2007, ISBN 978-3-86615-535-0.
- 1983: Mitteilungen an Max über den Stand der Dinge und anderes. 79 S. Suhrkamp, 1983–1993, ISBN 3-518-37776-0.
- 1984: Endlich allein. Collagen
- 1984: Gedichte und Collagen. Hrsg. von Volker Jehle.
- 1986: In Erwartung der Nacht. Collagen
- 1989: Signatur, Band 11 der von Hans Theo Rommerskirchen veranstalteten Reihe
- 1990: Mit dem Bausch dem Bogen. Zehn Glossen mit einer Grafik. Hrsg. von Volker Jehle
- 1991: Landschaft mit Phoenix. Collagen

Sammelwerke
- 1988: Die Hörspiele. Hrsg. von Volker Jehle.
- 1989: Die Theaterstücke. Hrsg. von Volker Jehle.
- 1991: Gesammelte Werke in 7 Bänden. Hrsg. von Volker Jehle und Chr. Nibbrig, Suhrkamp, 1991, DNB 551882360

Reden und Gespräche
- 1960: Über das absurde Theater. Rede
- 1991: Rede an die Jugend. Mit einem Postscriptum für die Eltern. Mit zwei Collagen des Autors und einem Nachwort, Suhrkamp 1991, ISBN 3-518404249.[15]
- 1993: Ich werde nun schweigen. (Wolfgang Hildesheimer) Ein Buch zur ZDF-Sendereihe Zeugen des Jahrhunderts. Schriftfassung des Gespräches. Hrsg. von Ingo Hermann. Lamuv Verlag, Göttingen 1993, ISBN 3-88977-326-5.[16]
- 1995: Warum weinte Mozart? Reden aus fünfundzwanzig Jahren. 1. Auflage. Suhrkamp, 1995, ISBN 3-518-39134-8 (273 S.).

Briefwechsel
- 1999: Briefe / Wolfgang Hildesheimer. Hrsg. von Silvia Hildesheimer und Dietmar Pleyer, Suhrkamp, 1999, ISBN 978-3-518-41069-1.
- 2016: „Die sichtbare Wirklichkeit bedeutet mir nichts.“ Die Briefe an die Eltern, 1937-1962. Hrsg. von Volker Jehle, Suhrkamp, 2016, ISBN 3-518-42515-3.
- 2017: „Alles andere steht in meinem Roman“ – Zwölf Briefwechsel. Hrsg. von Stephan Braese mit Olga Blank und Thomas Wild. Suhrkamp, Berlin, ISBN 978-3-518-42769-9.

Artikel
- 1950: Der Kammerjäger. (Aus Lieblose Legenden, 1952) In: Süddeutsche Zeitung vom 23. Mai 1950
- 1952: Mit dem Bausch, dem Bogen. In: Die Literatur, Nr. 1/1952

Ausstellungen
- 2013: Bayerische Akademie der Schönen Künste: Wolfgang Hildesheimer und die Bildende Kunst